# Trizay-Coutretot-Saint-Serge
Trizay-Coutretot-Saint-Serge ist eine Gemeinde mit 438 Einwohnern (Stand: 1. Januar 2022) im nordfranzösischen Département Eure-et-Loir im Nordwesten der Region Centre-Val de Loire. Die Gemeinde gehört zum Arrondissement Nogent-le-Rotrou und zum Kanton Nogent-le-Rotrou.

## Lage
Trizay-Coutretot-Saint-Serge liegt etwa 48 Kilometer westsüdwestlich von Chartres. Umgeben wird Trizay-Coutretot-Saint-Serge von den Nachbargemeinden Champrond-en-Perchet im Norden und Nordosten, La Gaudaine im Osten, Vichères im Süden und Südosten, Souancé-au-Perche im Süden und Südwesten, Saint-Jean-Pierre-Fixte im Westen sowie Nogent-le-Rotrou im Nordwesten.

## Bevölkerungsentwicklung
| Jahr                      | 1962 | 1968 | 1975 | 1982 | 1990 | 1999 | 2006 | 2013 |
| Einwohner                 | 322  | 286  | 326  | 412  | 448  | 450  | 464  | 463  |
| Quelle: Cassini und INSEE |      |      |      |      |      |      |      |      |

## Sehenswürdigkeiten
- Kirche Saint-Martin
- Herrenhaus La Gadelière
- Herrenhaus Miermaux aus dem 16. Jahrhundert
- Herrenhaus Le Plessis aus dem 16. Jahrhundert

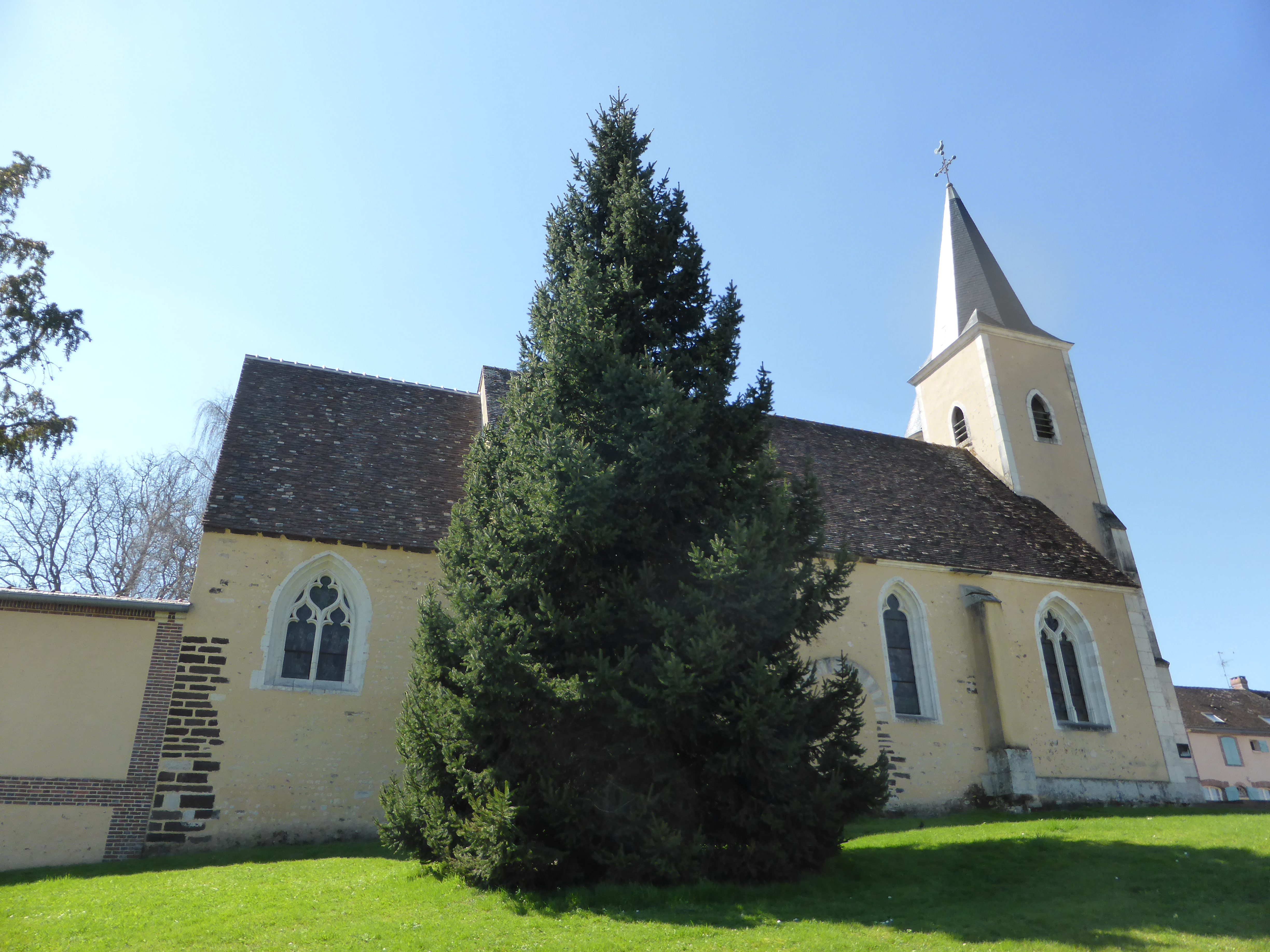
Kirche Saint-Martin

- Schloss von Trémont

## Persönlichkeiten
- Joël Gouhier (* 1949), Automobilrennfahrer